# Direcție strategică (militară)
Direcție strategică reprezintă o fâșie de teren ce permite desfășurarea acțiunilor militare, cu o mare unitate operativ-strategică de tipul unui front sau a unei grupări strategice. O astfel de direcție duce spre obiective de importanță strategică și de regulă include două sau mai multe direcții operative (diferența dintre dintre direcțiile strategice și cele operative se definește în raport cu importanța scopurilor și amploarea acțiunilor duse pentru atingerea acestora).
Atât obiectivele strategice cât și aliniamentele strategice sunt elemente ale direcțiilor strategice.